# Артуа (Каліфорнія)
Артуа (англ. Artois) — переписна місцевість (CDP) в США, в окрузі Гленн штату Каліфорнія. Населення — 295 осіб (2010).

## Географія
Артуа розташована за координатами 39°37′59″ пн. ш. 122°11′23″ зх. д. / 39.63306° пн. ш. 122.18972° зх. д. (39.633179, -122.189758).  За даними Бюро перепису населення США в 2010 році переписна місцевість мала площу 7,46 км², уся площа — суходіл.

## Демографія
Згідно з переписом 2010 року, у переписній місцевості мешкало 295 осіб у 101 домогосподарстві у складі 84 родин. Густота населення становила 40 осіб/км².  Було 113 помешкання (15/км²).
Расовий склад населення:
| - 83,1 % — білих - 2,7 % — корінних американців - 1,0 % — азіатів - 8,5 % — осіб інших рас |

До двох чи більше рас належало 4,7 %. Частка іспаномовних становила 18,3 % від усіх жителів.
За віковим діапазоном населення розподілялося таким чином: 26,1 % — особи молодші 18 років, 58,0 % — особи у віці 18—64 років, 15,9 % — особи у віці 65 років та старші. Медіана віку мешканця становила 40,4 року. На 100 осіб жіночої статі у переписній місцевості припадало 102,1 чоловіків;  на 100 жінок у віці від 18 років та старших — 101,9 чоловіків також старших 18 років.
Середній дохід на одне домашнє господарство  становив 64 804 долари США (медіана — 60 500), а середній дохід на одну сім'ю — 71 979 доларів (медіана — 61 250). За межею бідності перебувало 1,8 % осіб, у тому числі 0,0 % дітей у віці до 18 років та 0,0 % осіб у віці 65 років та старших.
Цивільне працевлаштоване населення становило 37 осіб. Основні галузі зайнятості: сільське господарство, лісництво, риболовля — 62,2 %, мистецтво, розваги та відпочинок — 37,8 %.